# Jozo Kljaković
Jozo Kljaković (Solin, 10. ožujka 1889. – Zagreb, 1. listopada 1969.), bio je hrvatski slikar, pisac, ilustrator i karikaturist, jedan od najznačajnijih majstora hrvatskoga slikarstva 20. stoljeća.

## Životopis

### Rani život i školovanje
Jozo Kljaković rođen je u Solinu 1889. godine kao najstarije od devetero djece u obitelji Nikole Kljakovića Šantića i Pavice Kljaković (rođ. Gašpić). U Splitu je pohađao Kraljevsku veliku realku gdje je i maturirao 1908. godine. Studirao je matematiku i fiziku na Mudroslovnom fakultetu u Zagrebu te arhitekturu na visokim tehničkim školama u Pragu (gdje je usporedno učio slikarstvo kod Vlaha Bukovca 1908.) i Beču. U Zagreb je došao nakon Beča, te je učio slikati u ateljeu Franje Pavačića, profesora na Obrtnoj školi u Zagrebu. Zatim je otišao na usavršavanje u Rim (na Instituto delle belle arti) i kod Ferdinanda Hodlera u Ženevu (1917.), a 1920. godine bio je u Parizu na  Académie Ranson kod Mauricea Denisa i Marcel-Lenoira učio fresko slikarstvo.

### Srbija i Prvi svjetski rat
Od 1912. do 1915. godine živio je u Srbiji. Izbjegavajući vojnu obvezu u Austrougarskoj monarhiji pobjegao je u Srbiju, gdje se zaposlio kao nastavnik crtanja te je u tom svojstvu radio u Zaječaru i Negotinu. Prvi svjetski rat zatječe ga u Srbiji i budući da se nije mogao vratiti u Hrvatsku zbog kazne koja bi ga sustigla za izbjegavanje vojne obveze, Kljaković je preko Soluna pobjegao u Marseille te je kasnije otišao u Pariz, a potom u Ženevu, gdje je živio od 1916. do 1918. godine i gdje je dočekao kraj rata.

### Nakon Prvoga svjetskog rata
Nakon Prvoga svjetskog rata doselio se u Zagreb. Bio je profesor na Akademiji likovnih umjetnosti u Zagrebu u razdoblju od 1921. do 1943. godine, gdje je predavao zidno i dekorativno slikarstvo. Za zagrebačku je Gradsku vijećnicu naslikao sliku Sukob Kaptola i Gradeca na Krvavom mostu i umjesto honorara dobio zemljište na Rokovu perivoju, gdje je sagradio obiteljsku kuću, u koju će se 1929. godine useliti zajedno sa suprugom Antonijom Kablar i sinom Krunoslavom. Nakon atentata na jugoslavenskoga kralja Aleksandra I. Karađorđevića 1934. godine potpisao je tzv. Zagrebački memorandum skupine intelektualaca o prilikama u državi i prvim koracima da se one srede te 1937. godine kao prijedlog za raspravu ustavni nacrt o preuređenju države u federativnom smislu radi rješavanja hrvatskoga pitanja. Bio je član Hrvatskoga društva umjetnosti i organizirao je izložbu Pola vijeka hrvatske umjetnosti, koja je 1938. godine održana u Domu likovnih umjetnosti kralja Petra u Zagrebu.

### Drugi svjetski rat i emigracija
Drugi svjetski rat zatekao ga je u Zagrebu. Nekoliko mjeseci nakon uspostave NDH Kljakovića ustaše zatvaraju u Zagrebu. Uhićen je 11. studenoga 1941. godine i bio je optužen da je, zajedno s Ivanom Meštrovićem, želio pobjeći prvo u Italiju a zatim u Španjolsku, odakle bi otišao u Švicarsku te ondje djelovao protiv NDH i sila Osovine. Jedno vrijeme proveo je u zatvoru na Savskoj cesti, gdje je bio zatvoren zajedno s Ivanom Meštrovićem, a zatim je bio u kućnom pritvoru. Iz zatvora je pušten u veljači 1942. godine na intervenciju brojnih osoba iz javnoga i političkog života. Njegova slika Bičevanje uvrštena je u hrvatsku selekciju za XXIII. Biennale u Veneciji 1942. godine, ali otputovati iz zemlje i napustiti kućni pritvor bilo mu je omogućeno tek početkom 1943. godine, i to uz dopuštenje samoga poglavnika NDH, dr. Ante Pavelića. Na Biennalu njegovo platno Bičevanje doživljava veliki uspjeh. Nakon dolaska u Rim u proljeće 1943. godine ostao je u političkoj emigraciji. U Rimu je bio dopredsjednik Bratovštine sv. Jeronima za pomoć hrvatskim izbjeglicama. Boravio je u Papinskom hrvatskom zavodu svetog Jeronima.

### Nakon Drugoga svjetskog rata
Nakon Drugoga svjetskog rata ostao je u emigraciji. Ne htijući se vratiti u novonastalu državu Jugoslaviju te zbog neslaganja s vladajućim režimom i političkom konstelacijom, otišao je 1947. godine u Buenos Aires. U Rim se vratio 1958. godine, gdje je naslikao poznate freske u zgradi Zavoda sv. Jeronima. U Zagreb se vratio 1968. godine te je godinu dana nakon povratka umro.
Svoju kuću i djela, namještaj, knjige i Kršinićeve skulpture 1969. je godine darovao gradu Zagrebu.
Pokopan je na zagrebačkome groblju Mirogoju, uz crkvu Krista Kralja (s desne strane), 3. listopada 1969. godine. Godinu i pol dana nakon pokopa, 15. travnja 1970. godine, njegovi zemni ostatci preneseni su u grobnicu sjeverne arkade broj 51. Plaketu Joze Kljakovića na tom grobnom mjestu izradio je akademski kipar Željko Janeš.

## Djelo
Motivi su mu religijski i zavičajni, a slikao je i portrete istaknutih osoba. Naslikao je ciklus od 14 fresaka u crkvi Sv. Marka u Zagrebu, u župnim crkvama u Vranjicu i Dobroti, u memorijalnoj crkvi u Biskupiji kod Knina, te u Trgovačko-obrtničkoj komori (s Omerom Mujadžićem) i Gradskoj vijećnici u Zagrebu. Bavio se i karikaturom, plakatom i ilustriranjem knjiga. Izlagao je na mnogim skupnim izložbama u domovini i inozemstvu (više od 70 izložbi). U Rimu je za svojih boravaka naslikao nekoliko slika za Papinski hrvatski zavod svetog Jeronima i rektora Đuru Kokšu. U Zavodu je sačuvano šest njegovih umjetničkih slika, koje su sve naslikane u tehnici ulja na platnu i religioznoga su karaktera: Posljednja večera (1944.), Kristovo uskrsnuće (1945.), Razapinjanje Krista (1947.), Uskrišenje Lazara (1960.), Isus tjera trgovce iz hrama (1963.) i
Kardinal Alojzije Stepinac (1964.).

## Književno stvaralaštvo
Tijekom boravka u emigraciji također je pisao suvremenu prozu i objavljivao članke u iseljeničkim i emigrantskim listovima, a posebno u Hrvatskom glasu i Hrvatskoj reviji. U Hrvatskoj reviji surađivao je s člancima o Ivanu Meštroviću, don Frani Buliću, kardinalu Alojziju Stepincu, splitskim i dubrovačkim umjetnicima (1951., 1953. – 1955., 1960., 1962. – 1963.) te s likovnim prilozima. Ukupno je napisao oko 60 članaka, eseja i polemika. Na poticaj prijatelja piše svoje uspomene te je 1952. godine u Buenos Airesu objavio knjigu U suvremenom kaosu: uspomene i doživljaji, a u Rimu 1961. godine autobiografski roman Krvavi val: isječak iz suvremenog života, u kojemu je, u epilogu, predskazao smrt komunizma 1992. godine.
U pripremi za tisak ostala mu je knjiga eseja pod naslovom Zašto me biješ?, knjiga u kojoj su sabrani eseji o mnogim hrvatskim kulturnim i političkim problemima, a objavljena je 2011. godine u sklopu 2. domovinskoga izdanja njegove knjige U suvremenom kaosu: uspomene i doživljaji.

## Slobodno zidarstvo
Prema pojedinim autorima Kljaković je bio slobodni zidar, dok drugi tu tvrdnju osporavaju. U biografskom leksikonu slobodnih zidara Ljepota (2017.) publicist i slobodni zidar Branko Šömen navodi ga kao člana Lože "Pravednost" u Zagrebu koja je radila pod okriljem Velike lože "Jugoslavija". Isti podatak donosi i povjesničar Ivan Mužić u knjizi Masonstvo u Hrvata (2001.), premda istodobno izražava sumnju u njegovu vjerodostojnost.
U brošuri Masonerija u Hrvatskoj novinara Mirka Glojnarića iz 1941. godine objavljen je popis uglednih hrvatskih intelektualaca, političara i umjetnika kao navodnih članova loža slobodnih zidara, među kojima se našao i Kljaković. Kljaković je, međutim, takve tvrdnje odlučno osporio. Zajedno s trideset i dvoje drugih javnih osoba podnio je tužbu protiv autora brošure zbog klevete i neistinitih optužbi.
Kljakovićevo članstvo u slobodnom zidarstvu osporava i povijesničar Josip Dukić koji smatra da za takvu tvrdnju nema vjerodostojnih dokaza i da je vjerojatnije kako Kljaković slobodni zidar nikada nije bio.
Izvjesno je da je Kljaković tijekom života dolazio u doticaj sa slobodnim zidarima, među kojima su bili Ivo Krbek, Juro Tkalčić, Petar Dobrović, Hugo Ehrlich i Omer Mujadžić.

## Djela
- U suvremenom kaosu: uspomene i doživljaji, Naklada autorovih prijatelja, Buenos Aires, 1952. (1. domovinsko izd. Matica hrvatska-Akademija likovnih umjetnosti u Zagrebu, Zagreb, 1992.,[19] 2. domovinsko izd. Matica hrvatska, Zagreb, 2011.)
- Mapa reprodukcija, (reprodukcije slika), Buenos Aires, 1961.
- Krvavi val: isječak iz suvremenog života, (autobiografski roman), Naklada autorovih prijatelja, Rim, 1961. (1. domovinsko izd. Matica hrvatska, Zagreb, 2011.)[20]
- Libar mog života, Dom kulture "Zvonimir", Solin, 2012.
- Dalmatinske teme, ur. dr. don Josip Dukić, Dom kulture "Zvonimir", Solin, 2012.
- Čovjek bez maske, ur. dr. don Josip Dukić, Dom kulture "Zvonimir", Solin, 2014.
- Politički tekstovi i polemike, ur. dr. don Josip Dukić, Dom kulture "Zvonimir", Solin, 2015.[21]
- Perturbatori javnoga poretka, ur. dr. don Josip Dukić, Dom kulture "Zvonimir", Solin, 2018.

## Nagrade
- 1925.: Grand prix za freske i vitraje (Međunarodna izložba dekorativne umjetnosti u Parizu).
- 1928.: I. nagrada. (suautor Augustinčićeva Spomenika palim Šumadincima u Kragujevcu).
- 1937.: I. nagrada, Novi Sad. (s Vanjom Radaušem)

## Spomen
- U umjetnikovoj kući na Rokovu perivoju 4 u Zagrebu nalazi se Memorijalna zbirka Joze Kljakovića.[22] Zbirka ima 1151 predmet: umjetnine (ulja na platnu, crteži i skulpture), namještaj, knjige i ostalu građu, a 1983. godine predana je na upravljanje Centru za likovni odgoj Grada Zagreba.[22]
- Godine 2009. snimljen je dokumentarni film Jozo Kljaković, djelo hrvatske redateljice i scenaristice Milke Barišić.[23]

## Vanjske poveznice
- Dukić, Josip. Život i rad Joze Kljakovića izvan Hrvatske (1943. – 1968.) // Tusculum, sv. 1., br. 1. (2008.), str. 181. – 198. (Hrčak)
- Dukić, Josip. Dvije epizode iz života Joze Kljakovića. “Jugoslavenska faza” i kontroverzni članak “Hrvati na II. vatikanskom koncilu” // Crkva u svijetu, sv. 46., br. 1. (2011.), str. 96. – 119. (Hrčak)
- Dukić, Josip. Umjetnička ostvarenja Joze Kljakovića u Zavodu sv. Jeronima, Studia croatica
- Jozo Kljaković. Solin, 10. ožujka 1889. - Zagreb, 1. listopada 1969., Darko Žubrinić, 2014., croatianhistory.net
- Neva Lukić, Više slikarevih lica, Vijenac, broj 414, 14. siječnja 2010.
- Magicus.info: Jozo Kljaković hrvatski slikar